# Turcja na Mistrzostwach Świata w Lekkoatletyce 2009
Turcja na Mistrzostwach Świata w Lekkoatletyce 2009 – reprezentacja Turcji podczas czempionatu w Berlinie liczyła 9 zawodników.

## Występy reprezentantów Turcji

### Mężczyźni
- Rzut dyskiem
  - Ercüment Olgundeniz z wynikiem 57,52 zajął 29. miejsce w eliminacjach i nie awansował do finału

- Rzut młotem
  - Eşref Apak z wynikiem 70,70 zajął 27. miejsce w eliminacjach i nie awansował do finału

- Rzut oszczepem
  - Fatih Avan z wynikiem 78,12 zajął 19. miejsce w eliminacjach i nie awansował do finału

### Kobiety
- Bieg na 800 m
  - Yeliz Kurt z czasem 2:13,42 zajęła 39. miejsce w eliminacjach i nie awansowała do finału

- Bieg na 1500 m
  - Alemitu Bekele Degfa z czasem 4:13,69 zajęła 33. miejsce w eliminacjach i nie awansowała do kolejnej rundy

- Bieg na 5000 m
  - Elvan Abeylegesse ostatecznie nie wystartowała
  - Alemitu Bekele Degfa z czasem 15:18.18 zajęła 13. miejsce w finale

- Bieg na 10 000 m
  - Elvan Abeylegesse nie ukończyła biegu eliminacyjnego

- Bieg na 100 m przez płotki
  - Nevin Yanıt z czasem 12,99 zajęła 15. miejsce w półfinale i nie awansowała do finału

- Bieg na 3000 z przeszkodami
  - Aslı Çakır z czasem 10:06,64 zajęła 41. miejsce w eliminacjach i nie awansowała do kolejnej rundy

- Skok w dal
  - Karin Mey Melis  zajęła 3. miejsce z wynikiem 6,80